# زک ولز
زک ولز (انگلیسی: Zach Wells؛ زادهٔ ۲۶ فوریهٔ ۱۹۸۱) یک بازیکن فوتبال اهل ایالات متحده آمریکا است.
وی همچنین در تیم ملی فوتبال ایالات متحده آمریکا بازی کرده است.